# وارويك تاكر
وارويك تاكر (بالإنجليزية: Warwick Tucker)‏ هو رياضياتي أسترالي، ولد في 1970 في سيدني في أستراليا.